# Polyrhachis pirata
Polyrhachis pirata  (лат.) — вид древесных муравьёв рода полирахис (Polyrhachis) из подсемейства Formicinae (отряд перепончатокрылые). Эндемик Филиппин.

## Распространение
Юго-восточная Азия: Филиппины, остров Лусон, провинция Кесон, Quezon National Park (около Atimonan), диптерокарповый лес; остров Миндоро (провинция Западный Миндоро) и остров Самар.

## Описание
Длина тела рабочих особей — 10,1—11,5 мм, ширина головы — 2,19—2,50 мм (длина — 2,60—2,98 мм), длина скапуса (SL) — 3,15—3,50 мм. Голова и грудка синевато-зеленого цвета, у некоторых экземпляров с металлическим медным оттенком; петиоль и брюшко более тёмные и более синеватые, чем мезосома. Антенны и ноги (кроме бедер) черные. Грудь высокая. На переднеспинке два крупных треугольных плечевых щипа, направленных вперёд. На петиоле также два длинных шипа, направленных вверх и назад. Из-за такой раскраски тела и длинных шипов на теле авторы назвали вид в честь древних пиратов — pirata. Соотношение длины скапуса усиков к ширине головы (индекс скапуса, SI=SL/HW × 100) — 130—146 (среднее значение — 141). Соотношение ширины проподеума к его длине (индекс проподеума, или PPI=PPW/PPL × 100) = 114—137. Соотношение ширины и длины головы (CI) у рабочих — 81—86. Ширина петиоля (PTW) — 2,49-3,23 мм, длина средней голени (MTL) — 3,18-3,64 мм. Вид относится к подроду Myrma и группе видов Polyrhachis (Myrma) cyaniventris species group. От близкого вида P. cyaniventris отличается более крупными размерами и более узким проподеумом. Название посвящено мифическому миру древних пиратов.